# واسیلی آکسیونوف
واسیلی آکسینوف (به روسی: Василий Павлович Аксёнов) (زادهٔ ۲۰ اوت ۱۹۳۲، درگذشتهٔ ۶ ژوئیهٔ ۲۰۰۹) نویسنده و سیاست‌مدار روسی منتقد استالین بود. او در دهه‌های ۱۹۶۰ و ۱۹۷۰ علیه استالین و سیاستگذاری‌های او در مطبوعات و رسانه‌های چاپی مختلف شوروی یادداشت‌ها و مقالات متعددی را به رشته تحریر درآورد.

## تبعید
در سال‌های آغازین دهه ۱۹۸۰ به دلیل مخالفت با دولت و ابراز مخالفت‌های خود به شکل رسمی در آثاری که از او در مطبوعات و رسانه‌ها چاپ و منتشر می‌شد از روسیه تبعید شد و سال‌ها دور از وطن زندگی کرد.

## آثار
- هم قطاران (۱۹۶۰)
- بلیط به آسمان‌ها (۱۹۶۱)
- پرتقال‌هایی از مراکش (۱۹۶۳)
- این زمانه، دوست من، این زمان است (۱۹۶۴)
- حیف است با ما نیستی! (۱۹۶۵)
- Overstocked Packaging Barrels (۱۹۶۸)
- در جستجوی ژانر (۱۹۷۲)
- جزایر کریمه (۱۹۷۹)
- بگو پنیر! (۱۹۸۳)
- در جستجوی کودک افسرده (۱۹۸۷)
- زردهٔ تخم مرغ (۱۹۸۹) - نوشته شده به زبان انگلیسی
- نسل‌های زمستان (۱۹۹۴)
- طرح شیرین جدید (۱۹۹۸)
- Voltairian Men and Women (۲۰۰۴) - برندهٔ جایزهٔ کتاب روسیه
- اُ، اُ، مسکو! (۲۰۰۶)
- زمین‌های کمیاب (۲۰۰۷)

## مرگ
واسیلی در سال ۲۰۰۸ بر اثر تصادف دچار ناراحتی قلبی شد. او پس از تحمل یک سال درد و رنج سرانجام در آستانه ۷۷ سالگی در بیمارستان مرکزی مسکو از دنیا رفت.

### بازتاب‌ها
ولادیمیر پوتین نخست‌وزیر وقت روسیه در سوگ از دست دادن این نویسنده صاحب سبک روسی گفت: 
ادبیات روسیه یکی از ادبیان و نویسندگان برجسته خود را از دست داده‌است.